# 制品
Artifact，可译为加工品。 Artifact 泛指源代码（软件）的生成物。

## 定义

### JetBrains
在JetBrains的官方文档中是这样定义的：Artifact是项目资产的集合体，你可以将这些资产中起来，用于测试、部署、分发，或者是项目的一部分。举例，Artifact可以是已经编译好的Java类文件，或者是一个通过Java压缩文件打包的Java应用，或者是一个以目录结构展示的Web应用程序，或者是Web应用压缩包等等。

### Gradle
在Gradle的官方文档中是这样定义的：一个项目的 Artifact是项目要提供给外部世界的所有文件 。这也许是通过依赖包（library），或者是通过Zip分发包，或者其他文件形式。
通常，Artifact 供其他项目或用户的使用和消费，或者用于部署至寄主系统。在这些例子中，Artifact 通常是一个单一文件。项目之间存在依赖时，又希望避免生产用于发布的Artifact，通常此时，Artifact 将以目录的形式存在。